# Hercostomus nigrilamellatus
Hercostomus nigrilamellatus är en tvåvingeart som först beskrevs av Macquart 1827.  Hercostomus nigrilamellatus ingår i släktet Hercostomus och familjen styltflugor. Arten är reproducerande i Sverige. Inga underarter finns listade i Catalogue of Life.